# Hugo Schmeisser
Hugo Schmeisser (ur. 24 września 1884, zm. 12 września 1953) – niemiecki konstruktor broni strzeleckiej. Wiele z produkowanych później modeli broni opierało się w różnym stopniu na wynalezionych przez niego rozwiązaniach.
Wynalazki Schmeissera dwukrotnie w XX wieku miały decydujący wpływ na zmianę taktyki piechoty. Były wynikiem sytuacji militarnej, w jakiej znalazły się Niemcy, a także zmian w strategii wojskowej oraz możliwościach technologicznych w trakcie obu wojen światowych.

## Życiorys
Urodził się 24 września 1884 w Jenie. Jego ojciec, Louis Schmeisser, był rusznikarzem w firmie zbrojeniowej Bergmann. Rodzina Schmeisserów osiedliła się w Suhl – dużym ośrodku produkującym broń, którego renomę przez wieki kształtowali przedsiębiorcy i inżynierowie, tacy jak Simon, Sour i Haenel.

### Pierwsze projekty
W okresie przed I wojną światową Schmeisser był ściśle związany z powstaniem i produkcją pistoletu maszynowego firmy Bergmann. W ośrodku prowadzącym także badania nad amunicją kalibru 7,63 i 9 mm, poznał szczegółowo technologie produkcji broni. Dzięki wiedzy w zakresie broni maszynowej pozostał w fabryce przez cały okres wojny, która po dwóch latach weszła w fazę konfliktu pozycyjnego – wojny w okopach. Ataki na dystansie do 100 m przy użyciu wyłącznie karabinów były mordercze, a ostrzał artyleryjski i walki na bagnety prowadziły do ogromnych strat ludzkich po obu stronach frontu.
Mimo że w 1916 Schmeisser skonstruował pierwszą skuteczną broń automatyczną, strzelającą pistoletowym nabojem 9 mm, armia początkowo nie była nią zainteresowana. Dopiero zmiana taktyki niemieckiej na rzecz użycia wyspecjalizowanych „oddziałów szturmowych” do przenikania obrony spowodowała wzrost zapotrzebowania na lekką, przenośną broń o dużej sile ognia. Konstrukcję Schmeissera przyjęto na wyposażenie jako pistolet maszynowy MP18. Wkrótce stał się on podstawowym uzbrojeniem oddziałów frontowych, którym w marcu 1918 udało się przełamać front w ramach operacji „Michael”; wyposażone w nową broń, ręczne granaty oraz pistolety podjęły następnie szeroką ofensywę. Podobnie agresywna taktyka piechoty stworzyła podstawę pod późniejszą taktykę jej współdziałania z czołgami. W tym okresie zakłady Bergmanna wyprodukowały ok. 35 tysięcy MP-18.

## Okres międzywojenny i II wojna światowa
Schmeisser stopniowo przetwarzał swe konstrukcje, co doprowadziło do powstania MP34 i MP36. Główny projektant, Heinrich Vollmer, przeprojektował MP36 i skonstruował jedne z najsłynniejszych pistoletów maszynowych na świecie: MP-38 i MP-40.
Jednym z ważniejszych osiągnięć Schmeissera był udział w projektowaniu od 1938 roku broni automatycznej na nabój pośredni. Owocem tego było powstanie pierwotnie eksperymentalnego MKb 42, a następnie produkowanego masowo StG44, które stały się pierwszymi na świecie karabinkami automatycznymi zasilanymi tego typu amunicją.

## Powojenne losy
3 kwietnia 1945 Suhl zajęły wojska amerykańskie. Wstrzymano i całkowicie zakazano produkcji broni. Konstruktora tygodniami przesłuchiwali specjaliści od broni z wywiadu amerykańskiego i brytyjskiego. W końcu czerwca 1945 Amerykanie opuścili Suhl, miesiąc później kontrolę nad terenem przejęła Armia Czerwona, wznawiając wcześniejsze projekty dla wykorzystania ich we własnej produkcji zbrojeniowej. Z pozostałych w zakładach części Rosjanie do sierpnia wyprodukowali 50 Sturmgewehrów i rozpoczęli ich badania. W tym celu skonfiskowali także 10785 rysunków technicznych. W październiku 1945 Schmeissera zmuszono do współpracy z Armią Czerwoną, nakazując mu podjęcie prac nad nową bronią. Wraz z innymi projektantami oraz ich rodzinami został przesiedlony do ZSRR. 24 października 1946 niemieckich specjalistów wywieziono do Iżewska, gdzie Schmeisser rozpoczął prace nad nowymi konstrukcjami. Niewiele wiadomo o okresie spędzonym przez niego w Iżewsku.
W 1952 wraz z innymi opuścił to miejsce, ale przetrzymywany był w ZSRR jeszcze około pół roku dłużej; do kraju powrócił 9 czerwca 1952. Zmarł 12 września 1953 na zapalenie płuc i został pochowany w Suhl. Kolejne rocznice jego śmierci są tam specjalnie obchodzone w hołdzie dla jednego z najlepszych projektantów broni XX wieku.
W NRD jego macierzysta firma C. G. Haenel działała w Suhl jako Ernst Thälmann VEB, zajmując się nadal produkcją broni, m.in. AK-74. Po zjednoczeniu Niemiec została sprywatyzowana i funkcjonuje dziś jako firma Merkel Jagd- und Sportwaffen GmbH.